# Kościół Trójcy Przenajświętszej w Stalowej Woli
Kościół Trójcy Przenajświętszej w Stalowej Woli – rzymskokatolicki kościół parafialny należący do parafii pod tym samym wezwaniem (dekanat Stalowa Wola diecezji sandomierskiej).
Jest to świątynia wzniesiona w latach 1985–1987 na podstawie planów wykonanych przez inżyniera Wojciecha Kowalczyka oraz inżyniera Andrzeja Ustiana z Warszawy. Kościół został poświęcony przez biskupa Ignacego Tokarczuka w dniu 28 września 1987 roku. Od tego czasu prowadzone były prace dekoracyjno-wykończeniowe. Świątynia została konsekrowana przez biskupa Wacława Świerzawskiego 30 maja 1999 roku. Kościół jest dwupoziomowy. Częścią świątyni jest kaplica pogrzebowa, z której wyjście skierowane jest wprost na bramę sąsiedniego cmentarza. Cała budowla swoją architekturą nawiązuje do zmartwychwstania. Została zbudowana na planie kwadratu, rozciętego po przekątnej, z częściami lekko przesuniętymi względem siebie nawzajem. Ceglane, kurtynowe ściany zostały oddzielone od masywnego, betonowo-blaszanego dachu podłużnym świetlikiem. Sprawia to wrażenie dachu, unoszącego się prawie w powietrzu. Dwa jego skrzydła załamane są wzdłuż osi i opadają ku ziemi na rogach świątyni. W ten sposób budowla nawiązuje do otwartego grobu Chrystusa. Spomiędzy rozwartych, masywnych skrzydeł dachu wznosi się stropodach środkowej części świątyni, prawie niewidoczny dla oglądających go przechodniów. Widoczna staje się dopiero masywna wieża-dzwonnica znajdująca się z tyłu prezbiterium, mieszcząca na sobie duży krzyż wykonany z blachy nierdzewnej, kojarzący się zapewne ze zmartwychwstałym Chrystusem, wychodzącym z grobu. Wnętrze charakteryzuje się surową cegłą i nakrywa je biały strop. Na ścianie prezbiterium jest umieszczona marmurowa płaskorzeźba Chrystusa Uwielbionego.